# Folkomröstningen i Sovjetunionen 1991

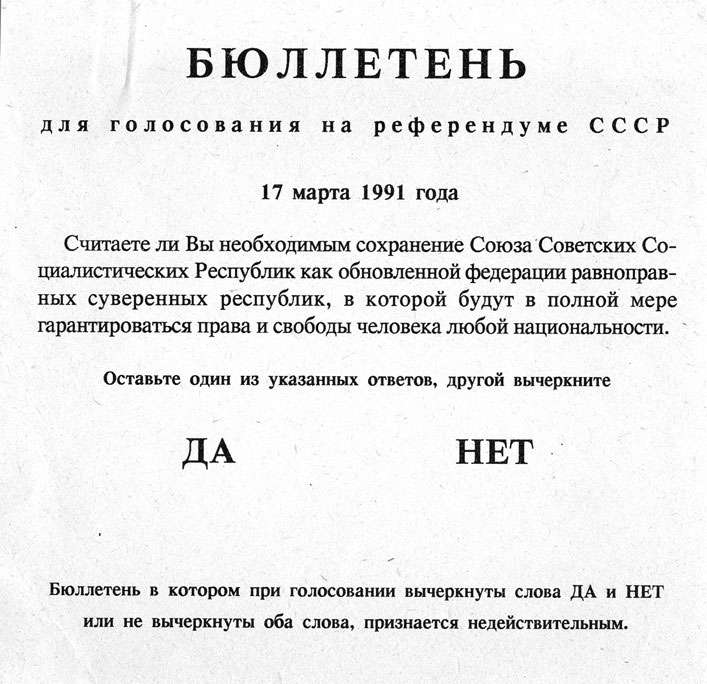
Valsedeln.

Folkomröstningen i Sovjetunionen 1991 var en folkomröstning om Sovjetunionens, Socialistiska rådsrepublikernas unions, framtid. Den hölls den 17 mars 1991.
Frågan som de sovjetiska folken fick ta ställning till var: "Anser du bevarandet av de Socialistiska rådsrepublikernas union i en förnyad federation bestående av jämlika, suveräna republiker där frihet och rättigheter för var person, oavsett nationalitet, garanteras fullt ut, är nödvändigt?"

## Tabell – röstutfallet i de delar av Sovjetunionen där folkomröstningen genomfördes
| Val                          | Röster      | %    |
| ---------------------------- | ----------- | ---- |
| För                          | 113 512 812 | 77,8 |
| Mot                          | 32 303 977  | 22,2 |
| Ogiltiga eller blanka röster | 2 757 817   | –    |
| Totalt                       | 148 574 606 | 100  |
| Röstberättigade/utfall       | 185 647 355 | 80,0 |
| Källa: Nohlen & Stöver       |             |      |

Folkomröstningen bojkottades av myndigheterna i Estland, Lettland och Litauen samt Armeniska och Georgiska socialistiska sovjetrepubliken (undantaget Abchaziska autonoma socialistiska sovjetrepubliken och Sydossetiska demokratiska republiken), Moldaviska socialistiska sovjetrepubliken (undantaget Gagauzien och Dnestriska moldaviska socialistiska sovjetrepubliken).
I övriga sovjetrepubliker röstade en överväldigande majoritet för att behålla ett reformerat Sovjetunionen. Lägst var stödet i Ukrainska socialistiska sovjetrepubliken där 71,5 % röstade för att behålla unionen, och störst var stödet i Turkmenska socialistiska sovjetrepubliken där 98,3 % röstade för dito.
I republikerna där myndigheterna bojkottade folkomröstningen hölls inofficiella folkomröstningar arrangerade av prosovjetiska[källa behövs] organisationer, ej sanktionerade av myndigheterna. Rösterna återspeglade i stort resultatet i de officiella folkomröstningarna i Sovjetunionen. Emellertid hade till exempel Estland redan hållit en officiell folkomröstning den 3 mars 1991 om huruvida republiken som ockuperades 1940 skulle återupprättas och där röstade 77,8% för ett återupprättande av den estniska republiken.Även i Lettland avhölls en officiell folkomröstning den 3 mars 1991, där den överväldigande majoriteten röstade för ett återupprättande av den lettiska republiken som hade ockuperats av Sovjetunionen 1940. 